# Генрік Карлссон
Генрік Карлссон (швед. Henrik Karlsson; народився 27 листопада 1983 у м. Стокгольмі, Швеція) — шведський хокеїст, воротар. Виступає за «Йокеріт» (КХЛ).
Вихованець хокейної школи ХК «Тумба». Виступав за ХК «Гаммарбю», ХК «Мальме», ХК «Седертельє», «Ферьєстад» (Карлстад), «Калгарі Флеймс», «Шеллефтео», «Авангард» (Омськ).